# Banque Pharaon & Chiha
O Banque Pharaon & Chiha S.A.L. é um banco libanês, fundado em 1876 e sediado em Achrafieh, Beirute. O banco foi fundado por Antoine Chiha durante a era otomana libanesa. É o banco libanês mais antigo ainda operando no Líbano.